# Gengen Wer
Der Gengen Wer, auch Negeg Wer, ist ein Gott aus der ägyptischen Mythologie, der als Gans dargestellt wird.
Sein lautmalerischer Name bedeutet „Großer Schreier“, „Großer Gackerer“. Die verwendete Symbolik ist die Gans, die das Ei trägt, welches der Ursprung neuen Lebens ist. Der Gott steht für Wirkung und Einfluss der kreativen Energie. Die Gans wird auch auf altägyptisch als Negeg, zu Deutsch: „Knisterer“, bezeichnet, eine Form in der auch Amun als ein Schöpfergott erscheinen kann.
Damals gingen die Ägypter davon aus, dass die Schöpfung ein kontinuierlicher Kreislauf ist. Um Teil dieser Schöpfung zu sein, wird ein Mensch in der Unterwelt als das Ei innerhalb des „Großen Schreiers“ genau bewachend betrachtet. Oder er ist sogar das Ei selbst.